# Obchodní akademie a Jazyková škola Liberec
Obchodní akademie a Jazyková škola v Liberci (plným názvem Obchodní akademie a Jazyková škola s právem státní jazykové zkoušky, Liberec, Šamánkova 500/8, příspěvková organizace) je střední ekonomická škola s více než 150letou tradicí. Dřívější název byl Střední ekonomická škola v Liberci.

## Historie
Výuka na obchodní a živnostenské škole začala 15. října 1863 v Lípové ulici. Nynější škola sídlí v budově, kterou postavil pro Tkalcovskou školu, podle projektu liberecké firmy Sachers a Gärtner, stavitel A. Bürger v roce 1887. Vstup do hlavního třípodlažního křídla je z ulice Šamánkovy, k němu je podél ulice U Náspu připojen trakt bývalé přádelny, původně dvoupodlažní. Na druhé straně je pak připojena dříve přízemní hala, kde byla mechanická přádelna se strojovnou, kotelnou a padesát metrů vysokým komínem. V roce 1909 získalo budovu pro obchodní akademii město a po nutných stavebních úpravách zde 9. ledna 1911 začalo vyučování.

## Studijní obory
Od 1. září 2009 začal platit ŠVP pro studijní obory Obchodní akademie a Ekonomické lyceum. Ve školním roce 2012/13 byl zaveden třetí obor Veřejnoprávní činnost. Školu v současnosti[kdy?] navštěvuje asi 480 studentů ve zmíněných třech maturitních oborech.

## Ředitelé
1. Theodor Böhme 1863–1871
2. Franz Rohn 1872–1896
3. Ignác Richter 1897–1909
4. Friedrich Schiller 1909–1910
5. Artur Ziegler 1910–1927
6. Bruno Miller 1927–1944
7. Josef Kůrka 1945–1948
8. Ladislav Pavlovec 1948–1952
9. Josef Janeček 1952–1955
10. Josef Novotný 1955–1963
11. Josef Janeček 1963–1968
12. Vladimír Flégl 1968–1970
13. Josef Janeček 1970–1976
14. Věra Škrlíková 1976–1990
15. Vladimír Flégl 1990–1995
16. Jaroslav Počer 1995–2022
17. Regina Pfannenstielová 2022–

## Významní absolventi
- Petr Kellner
- Jan Korytář
- Kamil Jan Svoboda